# Liste der Naturdenkmale in Kirchberg an der Iller
| Naturdenkmale | Anzahl |
| ------------- | ------ |
| FND           | 0      |
| END           | 1      |
| Gesamt        | 1      |

Die Liste der Naturdenkmale in Kirchberg an der Iller nennt die verordneten Naturdenkmale (ND) der im baden-württembergischen Landkreis Biberach liegenden Gemeinde Kirchberg an der Iller. In Kirchberg an der Iller gibt es insgesamt ein als Naturdenkmal geschütztes Objekt, es gibt kein flächenhaftes Naturdenkmal (FND), es handelt sich um ein Einzelgebilde-Naturdenkmal (END).
Stand: 1. November 2016.

## Einzelgebilde (END)
| Name                                           | Bild | Kennung     | Einzelheiten           | Position | Fläche Hektar | Datum         |
| ---------------------------------------------- | ---- | ----------- | ---------------------- | -------- | ------------- | ------------- |
| 1 Lärche im Wald von Kienlin, Gew. Gebsendicke | BW   | 84260650001 | Kirchberg an der Iller | ⊙        | 0,0           | 26. Okt. 1992 |
| Legende für Naturdenkmal                       |      |             |                        |          |               |               |